# Ǣ
Ǣ (minuskule ǣ) je speciální písmeno latinky. Nazývá se Æ s vodorovnou čárkou. V současnosti se již písmeno jako takové nepoužívá, používá se velice zřídka v ALA-LC přepisech laoštiny a thajštiny, kde ho reprezentují znaky v laoštině ແ a v thajštině แ. Dříve se též používalo ve staroangličtině. V Unicode má majuskulní tvar kód U+01E2 a minuskulní U+01E3.